# Mort Garson
Morton S. "Mort" Garson (20 de julho de 1924 - 4 de janeiro de 2008) foi um músico, compositor, arranjador, e pioneiro da música eletrônica. Ele é reconhecido por seus álbuns entre as décadas de 1960 e 1970, pois foi um dos primeiros a apresentar o sintetizador Moog. Ele também é co-escritor de diversos hits, incluindo "Our Day Will Come", um hit para Ruby & the Romantics. De acordo com a Allmusic, "Mort Garson possui uma das mais únicas e estranhamente bizarra carreira na música popular, abrangendo desde a  Easy listening, até o pop-espacial com influências do ocultismo"

## Início da Vida
Mort Garson nasceu em Saint John, New Brunswick, Canadá. Mais tarde se mudou para Nova Iorque, onde estudou música na Juilliard School. Ele trabalhou como pianista e arranjador antes de ser chamado para o exército, perto do fim da Segunda Guerra Mundial.

## Carreira
Após sair do exército, ele se tornou um músico de sessão, com a habilidade de performar qualquer ou todas as tarefas musicais em qualquer sessão: composição, arranjos, conduções, orquestras, e pianos. Em 1957, ele co-escreveu a música "Dynamite" de Brenda Lee, com Tom Glazer, ele também co-escreveu em 1961 o hit "Theme for a Dream" de Cliff Richard. Em 1963, com o lirista Bob Hilliard, ele compôs um dos mais fantásticos hits da Lounge music dos anos 60, "Our Day Will Come", um hit para Ruby & The Romantics, e mais recentemente sendo reproduzido em forma de cover por k. d. lang e pelo grupo musical Take 6 para a trilha sonora do filme Sol, Praia e Amor.

### Carreira posterior
No final dos anos 60, Garson se tornou um dos primeiros arranjadores e compositores a trabalhar com o recente lançamento sintetizador Moog, e seus álbuns eletrônicos nesse período se tornaram bastante apreciados entre os ouvintes de música exótica.

## Filmes, televisão e teatro
Garson também trabalhou com televisão e filmes, tendo gravado uma grande variedade de músicas para filmes e Shows de TV, incluindo especiais para a National Geographic.
Em 1972, Garson produziu a música para o filme Son of Blob (também conhecido como Beware! The Blob), dirigido por Larry Hagman. Ele também compôs a música do filme Black Eye, de 1974, dirigido por Fred Williamson, e adaptou a música para o seriado de animação de 1975 de Mel Brooks e Carl Reiner, The 2000 Year Old Man.
Em 1974, Garson e Buddy Kaye colaboraram no disco O Pequeno Príncipe, Narrado por Richard Burton, vencedor do prêmio Grammy ("Melhor Gravação Infantil").
Em 1983, Garson compôs a trilha sonora do musical Marilyn!, estreado no Adelphi Theatre em 17 de março de 1983. Jacques Wilson escreveu a letra do show estrelado por Stephanie Lawrence como Marilyn Monroe. Ele então produziu trilhas sonoras para os filmes de ação Treasure of the Amazon (1985) e Vultures (1987), ambos estrelados por Stuart Whitman. 

## Morte
Garson morreu de Insuficiência renal em 2008, em São Francisco, com 83 anos de idade.

## Discografia
- Undecided Man (com Paul Revere & The Raiders, do álbum The Spirit of '67, organizador e maestro) (CBS, 1966)
- Hollyridge Strings - The Beatles Songbook Vol.4 (Capitol Records, 1967) coorganizador e maestro (with Perry Botkin, Jr.)
- The Zodiac: Cosmic Sounds (Elektra Records, 1967)
- Symphony For Soul - Total Eclipse (Liberty Records LP-9353 1967)
- Sea Drift (com Dusk 'Til Dawn Orchestra) (Elektra, 1967)
- Hollyridge Strings - The Beatles Songbook Vol.5 (The Hollyridge Strings play Magical Mystery Tour) (Capitol Records, 1968) arranjador/maestro
- The Wozard of Iz: An Electronic Odyssey (A&M Records, 1968)
- ``The Love Strings Of Mort Garson* – Love Sounds`` (Liberty Records, LST-7559, 1968)
- Electronic Hair Pieces (A&M Records, 1969)
- Signs of the Zodiac (12 LP) (A&M Records, 1969) U.S. #147[14]
- Arthur Prysock - This is My Beloved (Verve Records, 1969) compositor/maestro
- Didn't You Hear? (LP da trilha sonora) (1970)
- Black Mass Lucifer (1971)
- The Little Prince: Narrated by Richard Burton (1974)
- Ataraxia: The Unexplained (Electronic Musical Impressions of the Occult) (RCA Records, 1975)
- Mother Earth's Plantasia (Homewood Records, 1976)
- Julie Knows — Randy Sparks, Columbia 4-43138. Garson foi creditado pelo arranjo e condução.